# Освітні технології
Освітні технології (edtech скор.від education technology) — впровадження та використання технологій в освіті. Охоплює навчальні технології, адаптивне навчання, електронне навчання, онлайн-навчання та цифрове навчання. Це загальний термін, який охоплює широкий спектр програм та інструментів: від онлайн-платформ для навчання до інструментів, які допомагають вчителям керувати своїми класами.
До освітніх технологій можна віднести електронні книги, цифрові підручники, онлайн-системи домашніх завдань, відео лекції, цифрові картки та багато інших інструментів, що використовується студентами та викладачами вищих навчальних, та корпоративних навчальних закладів.
Доведено, що EdTech покращує результати студентів, зокрема оцінки, результати тестів, залучення та утримання.  Це також може підвищити продуктивність і ефективність викладача.
EdTech використовується різними способами, включаючи змішане навчання, перевернуті класи та персоналізоване навчання.  Він також використовується для створення більш привабливого та ефективного навчального середовища.
EdTech — це сфера, що розвивається, у ній постійно розробляються нові програми та інструменти.  Це важлива частина сучасної освіти.

## Ігрові технології
Технологія за своєю суттю є поліваріативна. Вона може реалізуватися за технологічними схемами Д. Ельконіна, Б. Нікітіна, П. Підкасистого, М. Строніна, М. Шуть та інших, використовуватись у процесі навчання дітей різних вікових груп. Як зазначає Г. Селевко, гра як вид навчальної діяльності в умовах конкретної ситуації спрямована на засвоєння соціального досвіду, у якому формуються й удосконалюються вміння і навички учнівського самоуправління.
Структура гри як діяльності включає: цілепокладання (уміння поставити мету, завдання), планування (уміння передбачити розвиток подій, дійових процесів, операцій), реалізацію цілей (уміння реалізувати ігровий задум), аналіз отриманих результатів (уміння проаналізувати набутий ігровий досвід). Мотивація ігрової діяльності забезпечується добровільністю включення в гру, можливістю вибору й елементами змагальності, що сприяє задоволенню потреб у самоствердженні та самореалізації учнів як суб'єктів учіння.
У навчанні старшокласників використовуються різні модифікації ділових ігор: імітаційні, операційні, рольові ігри, діловий театр, психо- і соціодрама. Технологія ділової гри представлена наступними етапами (за Г. Селевко): Етап підготовки:
• розробка гри: написання сценарію; укладання плану ділової гри; загальний опис гри; зміст інструктажу; підготовка матеріального забезпечення;
• вхід у гру: постановка проблеми, цілей; умови, інструктування; регламент, правила; розподіл ролей; об'єднання у групи; консультування.
Етап проведення:
• групова робота над завданням: робота з джерелами; тренінг; мозковий штурм; робота з агротехніком;
• міжгрупова дискусія: виступи груп; захист результатів; правила дискусії; робота експертів.
Етап аналізу та узагальнення:
• висновки з гри; аналіз, рефлексія; оцінка і самооцінка роботи; висновки і узагальнення; рекомендації.
Прогнозовані результати: розвиток суб'єктності школяра, процесів саморегулювання та самоуправління власною навчальною діяльністю.

## Інтерактивні технології
Інтерактивне навчання ґрунтується на концептуальній ідеї співробітництва, взаємонавчання. Автори зазначають, що процес пізнання відбувається за умови постійної, активної взаємодії всіх учнів. Залежно від мети уроку, форм організації навчальної діяльності використовуються інтерактивні технології кооперативного, колективно-групового навчання, ситуативного моделювання, опрацювання дискусійних питань. Окремі локальні технології використовуються на будь-якому етапі традиційного уроку, трансформуючи його в інтерактивний. 
Структура технологічного інтерактивного уроку представлена наступними етапами. 
Перший — мотивація: фокусується увага учнів (або учасників заходу) на проблемі, робиться спроба викликати інтерес до обговорюваної теми. Прийомами навчання можуть бути питання, цитата, коротка історія, невеличке завдання, розминка тощо. Етап займає не більш 5 % часу заняття.
Другий — оголошення, представлення теми та очікуваних навчальних результатів. Він забезпечує розуміння учнями (учасниками) змісту їхньої діяльності, тобто того, чого вони повинні досягти в результаті уроку (заходу) і що від них очікує вчитель, викладач. Часом буває доцільно залучити до визначення очікуваних результатів усіх учасників заняття або заходу. На це витрачається приблизно 5 % часу.
Третій — надання необхідної інформації. Під час його реалізації важливо дати учням (учасникам) достатньо інформації для того, щоб на її основі виконувати практичні завдання. Це може бути міні-лекція, читання роздавального матеріалу, виконання домашнього завдання. Для економії часу, максимального ефекту уроку можна подавати інформацію в письмовому вигляді для попереднього (домашнього) вивчення. Витрачається приблизно 10 % часу заняття.
Четвертий — інтерактивна вправа, яка вважається центральною частиною заняття (заходу). Вона займає не більше 60 % часу, що використовується на практичне освоєння матеріалу, досягнення поставлених цілей уроку. 
Послідовність проведення інтерактивної вправи:
• інструктування — вчитель розповідає учасникам про цілі вправи, правила, послідовність дій і кількість часу на виконання завдань; запитує, чи все зрозуміло учасникам;
• об'єднання в групи і / або розподіл ролей;
• виконання завдання, при якому вчитель виступає як організатор, помічник, ведучий дискусії, намагаючись надати учасникам максимум можливостей для самостійної роботи й навчання у співробітництві один з одним;
• презентація результатів виконання вправи.
П'ятий — підбиття підсумків, оцінювання результатів уроку. На даному етапі передбачається рефлексія, усвідомлення того, що зроблено на занятті (заході), чи досягнуті поставлені цілі, як можна застосувати отримане в майбутньому. Останній етап бажано проводити у формі запитань: що нового дізналися, якими навичкам оволоділи, чи може це бути корисним у житті. Крім того, слід обговорити питання щодо проведення самого уроку: що було найбільш вдалим, що не сподобалося, що потрібно змінити в майбутньому. Важливо, щоб самі учні (учасники) змогли сформулювати відповіді на всі запитання. Для підбиття підсумків бажано відвести до 20 % часу уроку (заходу).
Інтерактивні технології (мозковий штурм, займи позицію, розігрування ситуацій у ролях, ток-шоу тощо) активно використовуються у виховній роботі з школярами. Прогнозовані результати: активізація пізнавальної діяльності всіх учнів, формування вмінь і навичок, ціннісно смислових орієнтацій; розвиток суб'єктності, мотивації до навчання.

## Технологія інтенсифікації навчання на основі опорних схем і знакових моделей
Принципи технології інтенсифікації навчання В. Шаталова: багаторазове повторення; обов'язковий поетапний контроль; високий рівень складності; блочне вивчення матеріалу; динаміка діяльності; використання опор, орієнтовної основи дій.
Особливості змісту (за Г. Селевко): матеріал подається великими дозами; поблочне структурування матеріалу; оформлення навчального матеріалу у виді опорних схем-конспектів; опорний конспект є наочною схемою, на якій подано інформацію, яку необхідно засвоїти. Він є своєрідною конструкцією системи взаємопов'язаних символів як замінників системи фактів, понять, ідей, наділених певним смисловим значенням.
Технологічні етапи: перший — вивчення теорії у класі (пояснення біля дошки з допомогою крейди, наочності, ТЗН; повторне пояснення за опорним конспектом — кольоровим плакатом; короткий огляд за плакатом; індивідуальна робота учнів над своїми конспектами; фронтальне поблочне закріплення матеріалу за конспектом);
другий — самостійна робота вдома (опорний конспект + підручник + допомога батьків);
третій — перше повторення — фронтальний контроль засвоєння конспекту (усі учні відтворюють конспект по пам'яті; учитель перевіряє роботи в міру поступлення; одночасно йде «тихе» і магнітофонне опитування; після письмової роботи — опитування вголос);
четвертий — усне проговорювання опорного конспекту (це необхідний етап мовленнєвої діяльності при засвоєнні, що реалізується під час різних видів опитування);
п'ятий — друге повторення: узагальнення і систематизація (уроки взаємоконтролю; публікація списку залікових питань; підготовка; використання усіх видів контролю (біля дошки, тихе, письмове опитування тощо); взаємоопитування та взаємодопомога; ігрові елементи (змагання команд, розв'язування ребусів тощо).
Прогнозовані результати: формування системи знань, умінь, навичок; навчання всіх дітей незалежно від індивідуальних даних; прискорене навчання.
Технологія рівневої диференціації навчання на основі обов'язкових результатів
Технологія передбачає уведення двох стандартів: обов'язкової загальноосвітньої підготовки (базовий рівень обов'язкового мінімального засвоєння знань всіма школярами); підвищеної підготовки (додатковий рівень визначає глибину оволодіння змістом навчального предмета здібними та працелюбивими учнями). Простір між ними заповнюється діяльністю, що забезпечує поступове та різнорівневе опанування навчального матеріалу, вибудуваному на основі запланованих обов'язкових результатів навчання. Останні мають бути доведені до учнів завчасно, зрозумілі й доступні абсолютній більшості. Проходження базового рівня виступає передумовою навчання за додатковими, підвищеними стандартами. Навчальний процес здійснюється на індивідуально та максимально посильному для учнів рівні.
Характерні риси технології (за Г. Селевком): блочна подача матеріалу; робота з малими групами на декількох рівнях засвоєння; наявність навчально-методичного комплексу (банк завдань обов'язкового рівня, система спеціальних дидактичних матеріалів, виокремлення обов'язкового матеріалу в підручниках, завдань обов'язкового рівня в задачниках).
Основна умова рівневої диференціації — систематична повсякденна робота щодо попередження й усунення прогалин у засвоєнні матеріалу шляхом організації перездачі заліків. Система контролю та оцінювання навчальних досягнень передбачає: тематичний контроль; повну перевірку обов'язкового рівня підготовки; відкритість взірців перевірочних завдань обов'язкового рівня; виставлення оцінки методом складання (загальний залік = сума окремих заліків); подвійність в оцінці обов'язкового рівня (зараховано — незараховано); підвищення оцінки за досягнення вищі за базовий рівень; «закриття» проблем (доздача, а не перездача); можливість «дрібних» заліків; кумулятивність підсумкової оцінки (річна оцінка виставляється на основі отриманих).
Прогнозовані результати: досягнення всіма дітьми обов'язкових планованих результатів навчання з урахуванням рівня розумового розвитку.

## Технологія модульно-блочного навчання
Мінімальною одиницею навчального процесу виступає не урок, а цикл уроків — модуль. Він буває одно-, дво- (2 цикл) або чотириурочний (4 цикл), кожен з яких виступає блоком із жорстко заданою структурою.
Розглянемо структуру модуля 4 циклу.
Перший урок — вивчення нового матеріалу (новий матеріал вивчається за завчасно складеним конспектом з одночасним поясненням учителя. Первинне закріплення відбувається у процесі роботи над зошитами з друкованою основою).
Другий урок — урок узагальнення (перед уроком конспект вивченого матеріалу та питання до нього відтворюється на дошці (екрані). Учні опрацьовують матеріал за підручником самостійно та обговорюють у парах, відповідають на поставлені питання учителю або учню-консультанту. Практикується відтворення конспекту в зошиті або його самостійне укладання учнями. Зазначимо, що учнівські пари формуються за принципом об'єднання дітей з однаковим рівнем розвитку і темпом роботи).
Третій урок — закріплення (робота із зошитами з друкованою основою, виконання індивідуальних завдань творчого характеру).
Четвертий урок — корекція (опитування за конспектом, підготовка й написання самостійної роботи).
Якщо програмова тема складається із п'ятнадцяти уроків, то вони можуть вибудовуватися наступним чином: 2 цикл, 4 цикл, 4 цикл, 2 цикл, 1 цикл програмованого опитування, 1 цикл контролю, 1 цикл корекції.
Характерні риси технології: основний навчальний період — модуль або цикл (уроків); пояснювально-ілюстративні, евристичні, програмовані методи навчання; основні форми організації навчання — бесіда, практикум; засоби діагностики — поточні письмові програмовані опитування (тести), контрольні роботи або заліки. Домінуючий елемент технології — зошит з друкованою основою, який розроблено за принципами теорії поетапного формування розумових дій як типовий засіб програмованого навчання.
Прогнозовані результати: формування системи знань, умінь, навичок учнів; досягнення запланованих результатів навчання.

## Технологія блочно-консультативного навчання
Концептуальні ідеї технології розроблялися на основі методів укрупнення (П. Ерднієв), концентрованого навчання (П. Ібрагімов), занурення (М. Щетінін) та ін. Блок — це логічно закінчений, дидактично обґрунтований навчальний матеріал кількох уроків теми, розділу, що дозволяє сконцентрувати інформацію навколо провідних ідей навчального курсу. Блочний підхід до вивчення програмового матеріалу супроводжується систематичним консультуванням. Він реалізується через систему уроків блочного викладу матеріалу.
Етапи технології (за С. Боднар, Л. Момот, Л. Липовою, М. Головко): Перший — лекція (усний виклад учителем матеріалу навчального блоку, що слугує основою для подальшої самостійно пізнавальної діяльності школярів).
Другий — семінарські заняття (обговорення учнями проблем, піднятих на лекції. Кількість семінарів залежить від складності і обсягу теми, що вивчається. Вони поділяються на: класичні — учні готують повідомлення, доповіді на основі запропонованої системи питань; робочі — план і завдання семінару повідомляються безпосередньо на занятті, що передбачає поточний контроль засвоєння навчального матеріалу у процесі виконання тренувальних вправ, розв'язування задач, обговорення проблем тощо).
Третій — лабораторний практикум або практична робота (самостійно пошукова діяльність учнів. Формування вмінь і навичок).
Четвертий. Уроки розв'язування задач (занурення у проблему з метою розширення горизонту розуміння програмового матеріалу).
П'ятий — залік (теоретичні питання заліку доводять учням ще на початку вивчення теми, практичні — безпосередньо на занятті. Контрольно-оцінювана діяльність учителя).
Шостий — уроки цікавих повідомлень (розвиток пізнавального інтересу, мотивації. Застосування набутих знань на практиці).
Характерні риси технології: блочний виклад матеріалу; систематичне консультування (індивідуальне, групове; поточне, підсумкове; учитель-консультант, учень-консультант), що пронизує кожен технологічний етап; групова форма роботи; алгоритмізація навчального процесу (робота за картками-інструкціями, схемами-конспектами, використання методичних порад, пам'яток тощо); самостійна пошукова діяльність школярів; обов'язковий перелік базових знань і вмінь, що слугує своєрідною програмою дій для вчителя, учнів; систематичний контроль і оцінка успішності (попередній, поточний, тематичний).
Прогнозовані результати: формування цілісних знань школярів; розвиток системного мислення, самостійної пошукової активності учнів; економія часу.

## Найкращі компанії EdTech
TIME і Statista визначили глобальний рейтинг 250 найкращих компаній EdTech 2024 року.
У 2025 році TIME спільно з аналітичною компанією Statista опублікував новий рейтинг найкращих освітніх компаній World’s Top EdTech Companies 2025, до лідерів увійшла Headway Inc. — міжнародна компанія з українським корінням.